# Кормаранш-ан-Бюже
Кормара́нш-ан-Бюже́ (фр. Cormaranche-en-Bugey) — коммуна во Франции, находится в регионе Рона — Альпы. Департамент — Эн. Входит в состав кантона Отвиль-Лонес. Округ коммуны — Белле.
Код INSEE коммуны — 01122.

## География
Коммуна расположена приблизительно в 410 км к юго-востоку от Парижа, в 65 км восточнее Лиона, в 45 км к юго-востоку от Бурк-ан-Бреса.

## Климат
Климат полуконтинентальный с холодной зимой и тёплым летом. Дожди бывают нечасто, в основном летом.

## Население
Население коммуны на 2010 год составляло 859 человек.
| 1962 | 1968 | 1975 | 1982 | 1990 | 1999 | 2010 |
| ---- | ---- | ---- | ---- | ---- | ---- | ---- |
| 557  | 540  | 472  | 593  | 704  | 726  | 859  |

## Администрация
| Период | Период | Фамилия     | Партия | Примечания |
| ------ | ------ | ----------- | ------ | ---------- |
| 1995   | 2008   | Андре Лиаде |        |            |
| 2008   | 2014   | Йан Крюизья |        |            |
| 2014   | 2020   | Филипп Эмен |        |            |

## Экономика
В 2010 году среди 588 человек трудоспособного возраста (15—64 лет) 433 были экономически активными, 155 — неактивными (показатель активности — 73,6 %, в 1999 году было 75,7 %). Из 433 активных жителей работали 427 человек (243 мужчины и 184 женщины), безработных было 6 (3 мужчин и 3 женщины). Среди 155 неактивных 50 человек были учениками или студентами, 59 — пенсионерами, 46 были неактивными по другим причинам.